# (311999) 2007 NS2
2007 أن أس 2 (ويعرف أيضًا باسم (311999) 2007 أن أس 2 وفق تسمية الكوكب الصغير) (بالإنجليزية: 2007 NS2) هو كويكب ضمن حزام الكويكبات؛ وترتيبه 311999 من حيث الاكتشاف.
اكتُشف هذا الجُرم الفلكي بواسطة مرصد مايوركا الفلكي في 14 يوليو 2007.

## وصلات خارجية
- (311999) 2007 NS2 في قاعدة بيانات مختبر الدفع النفاث لأجرام النظام الشمسي الصغيرة

- الاكتشاف · مخطط المدار ·  العناصر المدارية · المعلمات المادية

- (311999) 2007 NS2 على موقع ويكي سكاي: DSS2, SDSS, GALEX, IRAS, Hydrogen α, X-Ray, Astrophoto, Sky Map, Articles and images